# جان تشارلز سينيكا
جان تشارلز سينيكا (مواليد 23 أكتوبر 1945) هو مبارز بالسيف من موناكو، مثّل بلاده في الألعاب الأولمبية الصيفية 1972.

## روابط رياضية
جان تشارلز سينيكا على موقع اللجنة الأولمبية الدولية (الإنجليزية)
- جان تشارلز سينيكا على موقع أوليمبيديا (الإنجليزية)